# أيكو أويس
أيكو أويس (بالإندونيسية: Iko Uwais)، مواليد 12 فبراير 1983، هو ممثل ومؤدي مشاهد خطيرة وممارس فنون قتالية ومصمم مشاهد قتالية إندونيسي، مشهور بلعبه الدور الرئيسي في فيلم ذا ريد: ريدمبشن وذا ريد 2: بيراندال.

## أعمال

### أفلام
| السنة | العنوان                                                                             | الدور            | المخرجين                    | ملاحظات           | مراجع         |
| ----- | ----------------------------------------------------------------------------------- | ---------------- | --------------------------- | ----------------- | ------------- |
| 2009  | ميرانتو (تجول)                                                                      | يودا             | جاريث إيفانز                |                   | [ 6 ]         |
| 2012  | ذا ريد: ريدمبشن (الغارة: افتداء)                                                    | راما             | جاريث إيفانز                |                   | [ 7 ]         |
| 2013  | رجل التاي شي                                                                        | جيلانج سانجايا   | كيانو ريفز                  | ضيف شرف           | [ 8 ]         |
| 2014  | ذا ريد 2: بيراندال (الغارة 2: النذل)                                                | راما/يودا        | جاريث إيفانز                |                   | [ 9 ]         |
| 2015  | حرب النجوم: القوة تنهض                                                              | رازو تشين في     | جاي جاي أبرامز              | ضيف شرف           | [ 10 ]        |
| 2016  | طلقة في الرأس                                                                       | إسماعيل / عابدي  | كيمو ستامبويل، تيمو تجاهنتو |                   | [ 11 ]        |
| 2017  | بييوند سكايلاين (ما وراء الأفق)                                                     | سوا              | ليام أودونيل                |                   | [ 12 ]        |
| 2018  | الليل يأتي لنا                                                                      | أريان            | تيمو تجاهنتو                | كممثل ومصمم حركات | [ 13 ]        |
| 2018  | 22 ميل                                                                              | لي نور           | بيتر بيرغ                   |                   | [ 14 ]        |
| 2019  | ستوبر                                                                               | أوكا تيدجو       | مايكل داويس                 | ممثل ومصمم حركات  | [ 15 ]        |
| 2019  | التهديد الثلاثي                                                                     | جاكا             | جيسي جونسون (مخرج أفلام)    |                   | [ 16 ]        |
| 2021  | Snake Eyes                                                                          | Hard Master      | روبرت شوينتكي               |                   |               |
| 2022  | حفنة من الانتقام (فيلم)                                                             | كاي جين          | رويل ريني                   |                   | [ 17 ]        |
| 2023  | المرتزقة 4                                                                          |                  | سكوت وو                     | Post-Production   | [ 18 ]        |
| TBA   | The Bellhop                                                                         |                  |                             |                   | [ 19 ]        |
| TBA   | Chinatown Express                                                                   |                  |                             |                   | [ 20 ] [ 21 ] |
| TBA   | The Blind of the Phantom Cave: Angel's Eyes (Si Buta dari Gua Hantu: Mata Malaikat) | Barda Mandrawata | Timo Tjahjanto              |                   |               |

### مسلسلات تلفزيونية
| السنة | العنوان   | الدور   | الشبكة  | ملاحظات                                                  | مراجع  |
| ----- | --------- | ------- | ------- | -------------------------------------------------------- | ------ |
| 2019  | مغتالو وو | كاي جين | نتفليكس | Main role; also as producer and lead fight choreographer | [ 22 ] |

## جوائز وترشيحات
| العام | المنظمة                            | الجائزة                                   | العمل           | النتيجة | مرجع   |
| ----- | ---------------------------------- | ----------------------------------------- | --------------- | ------- | ------ |
| 2010  | جوائز الأفلام الإندونيسية          | أفضل ممثل جديد                            | ميرانتو         | رُشِّح     | [ 23 ] |
| 2010  | جوائز الأفلام الإندونيسية          | الممثل المفضل الجديد                      | ميرانتو         | رُشِّح     | [ 23 ] |
| 2013  | جوائز الأفلام الإندونيسية          | أفضل كيمياء (مناصفة مع دوني علم شاه)      | ذا ريد: ريدمبشن | رُشِّح     | [ 24 ] |
| 2014  | جوائز اختيار اندونيسيا             | ممثل العام                                | لشخصه           | رُشِّح     | [ 25 ] |
| 2014  | Indonesian Yahoo! Celebrity Awards | Most Wanted Male                          | لشخصه           | رُشِّح     | [ 26 ] |
| 2016  | Infotainment Awards                | Indonesian Celebrity of World Achievement | لشخصه           | فوز     | [ 27 ] |

## روابط خارجية
- أيكو أويس على موقع IMDb (الإنجليزية)
- أيكو أويس على موقع روتن توميتوز (الإنجليزية)
- أيكو أويس على موقع ألو سيني (الفرنسية)
- أيكو أويس على موقع أول موفي (الإنجليزية)
- أيكو أويس على موقع قاعدة بيانات الفيلم (الإنجليزية)
- أيكو أويس على موقع كينوبويسك (الروسية)